# Episodi di Ripcord (prima stagione)
La prima stagione della serie televisiva Ripcord è andata in onda negli Stati Uniti dal 28 settembre 1961 al 1962 in syndication.
| nº | Titolo originale    | Prima TV USA      |
| -- | ------------------- | ----------------- |
| 0  | The Sky Diver       | 28 settembre 1961 |
| 1  | Air Carnival        | 1961              |
| 2  | Airborne            | 1961              |
| 3  | Chuting Stars       | 1961              |
| 4  | Colorado Jump       | 1961              |
| 5  | The Condemned       | 1961              |
| 7  | Counter-Attack      | 1961              |
| 8  | Crime Jump          | 1961              |
| 9  | Dangerous Night     | 1961              |
| 10 | Death Camp          | 1961              |
| 11 | Derelict            | 1961              |
| 12 | Top Secret          | 1961              |
| 13 | Radar Rescue        | 1961              |
| 14 | Sierra Jump         | 1961              |
| 15 | The Silver Cord     | 1962              |
| 16 | Thoroughbred        | 1962              |
| 17 | Ransom Drop         | 1962              |
| 18 | Escape              | 1962              |
| 19 | Double Drop         | 1962              |
| 20 | The Financier       | 1962              |
| 21 | Sentence of Death   | 1962              |
| 22 | Desperate Choice    | 1962              |
| 23 | Diplomatic Mission  | 1962              |
| 24 | Hagen Charm         | 1962              |
| 25 | The Helicopter Race | 1962              |
| 26 | High Jeopardy       | 1962              |
| 27 | Hi-Jack             | 1962              |
| 28 | The Human Kind      | 1962              |
| 30 | Hurricane Charley   | 1962              |
| 31 | Elegy for a Hero    | 1962              |
| 32 | Cougar Mesa         | 1962              |
| 33 | Last Chance         | 1962              |
| 34 | Log Jam             | 1962              |
| 35 | Mile High Triangle  | 1962              |
| 36 | Millionaire Doctor  | 1962              |
| 37 | One for the Money   | 1962              |
| 38 | Para-Nurse          | 1962              |

## The Sky Diver
- Prima televisiva: 28 settembre 1961

### Trama
- Guest star: Joanne Smith (Kip), Marlyn Mason, Alex Montoya (Mendez), Joan Evans (Juli Warner), Russell Johnson (Stan Warner), Don Kennedy (Henry Kruger), Janet Lake (Sybil), Harvey Stephens (dottor Pareto)

## Air Carnival
- Prima televisiva: 1961

### Trama
- Guest star: Wayne Mallory (Don Howatt), Stuart Erwin (Justin Rock), Willis Bouchey (Hank), Carol Ohmart (Betty)

## Airborne
- Prima televisiva: 1961

### Trama
- Guest star: James Ragan (figlia di John Monroe Singleton III), Pat DeSimone (Frank 'Digger' Dilworth), Craig Curtis (Gordon Cox), Susan Silo (Suzy Thomas)

## Chuting Stars
- Prima televisiva: 1961

### Trama
- Guest star: William Sargent, Stephen Pearlman, John Agar (Warrant Officer Frank Pierson), Clarke Alexander, Edward Faulkner, Dani Lynn, Paul Sorensen

## Colorado Jump
- Prima televisiva: 1961

### Trama
- Guest star: Jean Carson (Blanche Telford), Neil Grant (John Wallis), Ty Whitney (Bobby Lucas)

## The Condemned
- Prima televisiva: 1961

### Trama
- Guest star: Michael Pataki (Joe Bartram), Denver Pyle (Charles Guest), Sarah Selby (Sarah Guest)

## Counter-Attack
- Prima televisiva: 1961

### Trama
- Guest star: Lonnie Blackman (Kay Wilson), Peter Walker (Tom Jordan), Ken Drake (agente FBI)

## Crime Jump
- Prima televisiva: 1961

### Trama
- Guest star: Richard Arlen (Phillip Hanna), Leo Penn (Johnny), Norbert Schiller (dottor Horzeyny)

## Dangerous Night
- Prima televisiva: 1961

### Trama
- Guest star: Harry Townes (dottor Gustave Merrill)

## Death Camp
- Prima televisiva: 1961

### Trama
- Guest star: Allen Jaffe, Kelton Garwood, Biff Elliot, Michael Masters

## Derelict
- Prima televisiva: 1961

### Trama
- Guest star: Alan Baxter (Leach), Ashley Cowan (Parrot), Marshall Reed (Harvey)

## Top Secret
- Prima televisiva: 1961

### Trama
- Guest star: John A. Alonzo (Amendarez), Paul Birch (dottor Rupert Sexton), Robert Clarke (Carl Sexton)

## Radar Rescue
- Prima televisiva: 1961

### Trama
- Guest star: Edward Norris (George Anderson), Jack Hogan (maggiore Jackson), John Considine (tenente Bill Kirk), Mary Anne Durkin (Anderson), Gary True (capitano Reeves)

## Sierra Jump
- Prima televisiva: 1961

### Trama
- Guest star: Byron Morrow (Henry Harris), Charles G. Martin (Bradley Spencer), Kenny Roberts (Andy)

## The Silver Cord
- Prima televisiva: 1962

### Trama
- Guest star: James Anderson (Skinner), Jack Chaplain (Billy Domaine), George Dunn (John Chapman)

## Thoroughbred
- Prima televisiva: 1962

### Trama
- Guest star: Doris Dowling (Margo Kane), Lee Van Cleef (Henry Kane)

## Ransom Drop
- Prima televisiva: 1962

### Trama
- Guest star: Tracy Olsen (Dana Oliver), Ric Marlow (Leather Jacket), Jerry La Zarre (Webb Moody), Jack Raine (Brandon Oliver)

## Escape
- Prima televisiva: 1962

### Trama
- Guest star: Lane Bradford (Steve Danton), Page Slattery (Brewster)

## Double Drop
- Prima televisiva: 1962

### Trama
- Guest star: Kenneth MacDonald (dottor Page), Chris Kims (Webb), James Coburn (Bert Tucker), Gene Roth (sceriffo)

## The Financier
- Prima televisiva: 1962

### Trama
- Guest star: Myron Healey (Joe Manson), Robert Karnes (Sam Patton), Leo Needham (pilota)

## Sentence of Death
- Prima televisiva: 1962

### Trama
- Guest star: Lisa Gaye, Douglass Dumbrille, Bruce Dern, Gerald Mohr (David Arsheim), Philip Ober (Brunner), John Zaccaro

## Desperate Choice
- Prima televisiva: 1962

### Trama
- Guest star: Page Slattery (Brewster), Michael Clay (Sep Wilson), Leslie Barrett (David Croft), Dan White (Simmons)

## Diplomatic Mission
- Prima televisiva: 1962

### Trama
- Guest star: Walter Brooke (Frank Taylor), Dick Simmons (Jock Sutherland)

## Hagen Charm
- Prima televisiva: 1962

### Trama
- Guest star: Arthur Franz (dottor Joe Hagen)

## The Helicopter Race
- Prima televisiva: 1962

### Trama
- Guest star: Norman Alden (Owen), Tom Brown (Frederick Stanton), Dyan Cannon (Marion Hines)

## High Jeopardy
- Prima televisiva: 1962

### Trama
- Guest star: Don Kelly (Johnny Grimes), Lorrie Richards (Linda Fortnum)

## Hi-Jack
- Prima televisiva: 1962

### Trama
- Guest star: Whit Bissell (Elmo Gossett), Betty Lou Gerson (Emily Burton), Liam Sullivan (Jeffrey Hamlin)

## The Human Kind
- Prima televisiva: 1962

### Trama
- Guest star: Nick Nicholson (Andy, the Pilot), Paul Lambert (Colin Garth), Miranda Jones (Ruth Rutledge), Kenneth Tobey (reverendo Dr. Darrell)

## Hurricane Charley
- Prima televisiva: 1962

### Trama
- Guest star: Grant Woods (Bob Archer)

## Elegy for a Hero
- Prima televisiva: 1962

### Trama
- Guest star: Lang Jeffries

## Cougar Mesa
- Prima televisiva: 1962

### Trama
- Guest star: Michael Pate, Joey Faye, William 'Billy' Benedict, Della Sharman

## Last Chance
- Prima televisiva: 1962

### Trama
- Guest star: Tom London (Garet), Hank Patterson (Henry Patterson), Nick Pawl (Brinker)

## Log Jam
- Prima televisiva: 1962

### Trama
- Guest star: Michael Harvey (George St. Martin), Paul Langton (Haney)

## Mile High Triangle
- Prima televisiva: 1962

### Trama
- Guest star: Walter Mathews (Charley Carroll), Robert Sampson (Eric Ashley), Page Slattery (Brewster)

## Millionaire Doctor
- Prima televisiva: 1962

### Trama
- Guest star: Lee Philips (dottor Kendrick), Meade Martin (Mark), Erica Elliott (Ellen), George Macready (Hal Glinders), Mary Lou Stevens (Norma)

## One for the Money
- Prima televisiva: 1962

### Trama
- Guest star: Rex Holman (Frankie)

## Para-Nurse
- Prima televisiva: 1962

### Trama
- Guest star: Curtis Haymore (Carl Jr.), Allison Hayes (Laura), Harry Carey Jr. (Carl Devlin), William Flaherty (dottor Barnes), Grant Woods (Bob Archer)